# HAL HF-24 Marut
Hindustan HF-24 Marut (Démon větru) byl indický dvoumotorový proudový stíhací/bombardovací letoun ze 60. let 20. století.

## Vývoj
HF-24 (Hindustan Fighter) vznikl podle požadavku štábu letectva (ASR-Air Staff Requirement), vydaného v polovině 50. let 20. století na víceúčelový stroj dosahující rychlosti M=2, dostupu přes 18 000 m a 800 km bojového poloměru. Za hlavního konstruktéra byl vybrán dr. Kurt Waldemar Tank, bývalý šéfkonstruktér brémské firmy Focke-Wulf.
V srpnu 1956 dorazil dr. Tank s asistentem ing. Mittelhübnerem do Bangalore, s úkolem vytvořit konstrukční tým, který by realizoval zadání ASR. Výsledkem práce týmu dr. Tanka v továrně HAL byl v dubnu 1959 vzlet ve vleku makety-kluzáku projektovaného letounu v měřítku 1:1. Celkem bylo provedeno 78 úspěšných letů.
Původně určený motor Bristol Orpheus B.Or.12 o tahu 36,3 kN pro HF-24, vyvíjený původně pro nadzvukovou verzi letounu Folland Gnat, však nebyl dokončen. Společnost HAL proto jednala s výrobci pohonných jednotek v Evropě a Americe o možném motoru požadovaného tahu. Ze SSSR následně došlo šest motorů Tumanskij RD-9B, které poháněly MiG-19S, rozměry i tahem zhruba odpovídající B.Or.12. Potíže s pumpáží a nedostatečná životnost vedlo IAF k ukončení dalšího jednání o dodávkách a licenční výrobě, včetně dalšího uvažovaného sovětského motoru Klimov VK-7.
Samotná stavba prototypu označeného HF-001 byla zahájena v dubnu 1960 a souběžně s ní probíhaly i testy modelů v aerodynamických tunelech Indického vědeckého ústavu v Bangalore. Problémy s motory byly vyřešeny zástavbou dvojice slabších pohonných jednotek Bristol Orpheus 703 bez přídavného spalování o tahu po 21,6 kN.
Tříměsíční pozemní zkoušky na dráze mateřského závodu započaly 11. března 1961, první let pak provedl pilot Surendžán Dás 17. června 1961. 24. června byl první vyrobený Marut (sériové číslo BR462) předveden oficiálním hostům.
Krátce po prvním prototypu byl dokončen i drak pro statické zkoušky, druhý prototyp (BR463) se k letovým testům připojil 4. října 1962.

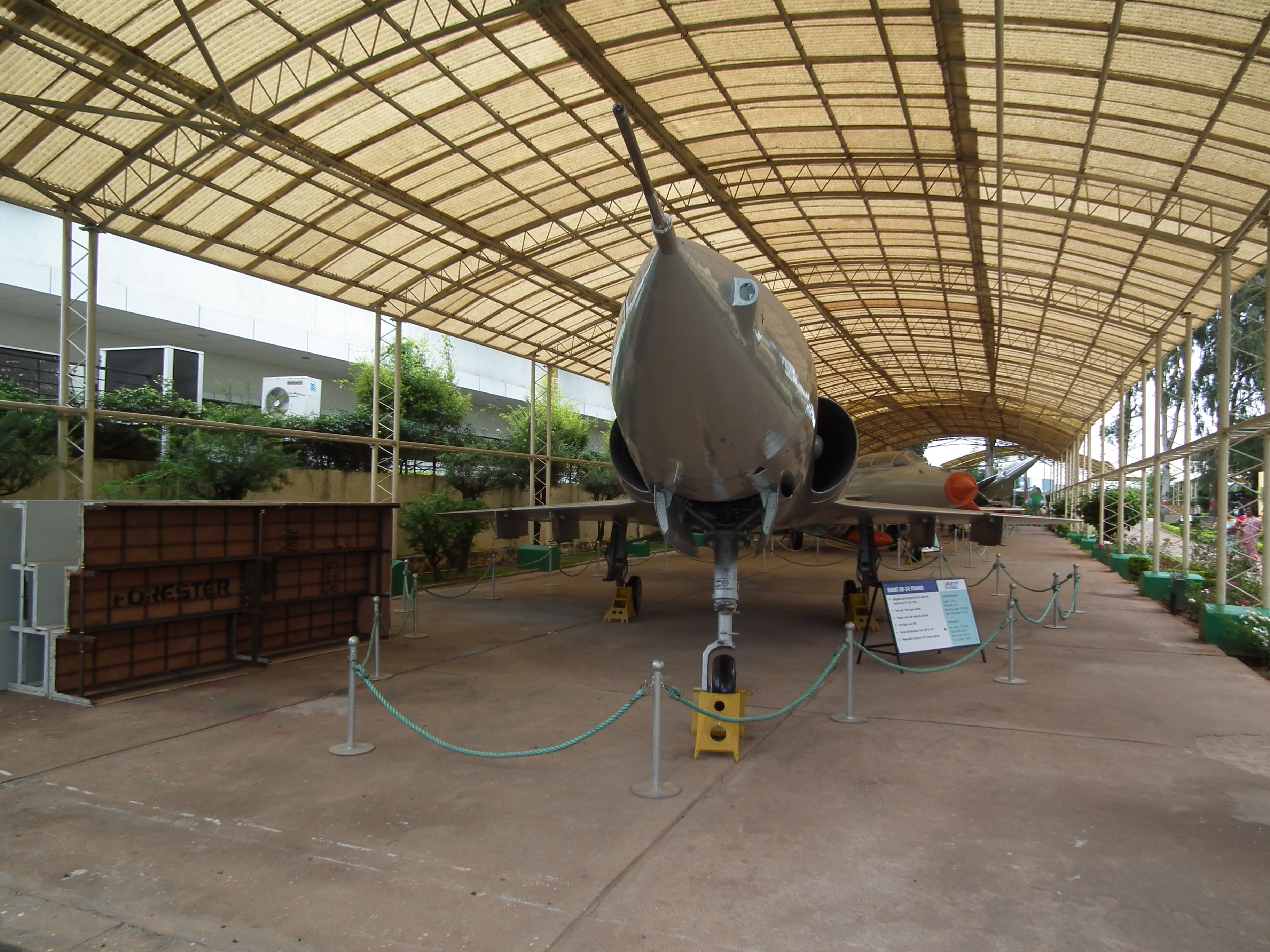
Cvičný HF-24 Marut umístěný v HAL Museum

Indická vláda nejprve objednala 18 předsériových letounů a zanedlouho i první sérii 62 kusů HF-24. Dodávky se protáhly až do roku 1978.
V roce 1963 se jako další alternativa pohonné jednotky objevil motor E-300, který na zakázku egyptské vlády vyvíjel rakouský inženýr Ferdinand Brandner v leteckých závodech v Helwánu u Káhiry. V listopadu 1964 byla podepsána smlouva o společném vývoji tohoto motoru s devítistupňovým osovým kompresorem, dvoustupňovou turbínou a přídavným spalováním, označeného pro HF-24 EI-300. V březnu 1967 byl v Helwánu zalétán HF-24 Marut Mk.IBX s jedním Orpheem 703 a jedním EI-300. Výkony egyptského motoru zcela zklamaly, proto byl v roce 1969 celý společný vývoj EI-300 zastaven.
Během zkoušek předsériových Marutů probíhaly pokusy s vývojem vlastního přídavného spalování k jednoproudovým lopatkovým motorům Orpheus 703. Vznikl tak jeden exemplář Marut HF-24 Mk.IA a dva Mk.IR. Celý vývoj skončil neúspěšně, protože 27% přírůstek tahu stěží vyrovnal aerodynamický odpor rozšířeného trupu. Navíc při katastrofě jednoho HF-24 Marut Mk.IR v lednu 1970 zahynul pilot S. Dás.
Vzhledem k nízkému tahu britských motorů Bristol zůstaly výkony Marutů daleko za očekáváním a jejich uživatel IAF nakonec změnil ve spolupráci s výrobcem prvotní určení HF-24 z přepadového stíhání na přímou podporu pozemních sil a bitevní útoky v taktické hloubce. Stíhací úkoly nakonec převzaly importované, posléze z dovezených dílů montované a konečně v Indii licenčně vyráběné stroje MiG-21, vycházející z linek koncernu HAL v Nasiku.
V lednu 1970 vzlétl prototyp dvoumístné cvičné varianty HF-24 Marut Mk.IT, který již vznikl pod vedením indického šéfkonstruktéra po ukončení spolupráce s dr. Tankem. Cvičné letouny postrádaly oproti Mk.I výsuvnou trupovou raketnici Matra 103 pro 50 raket SNEB ráže 68 mm.
Výroba jednomístných Mk.I byla ukončena 132. kusem včetně prototypů v roce 1974, v roce 1978 uzavřel linku HF-24 18. a poslední cvičný Mk.IT.

## Nasazení

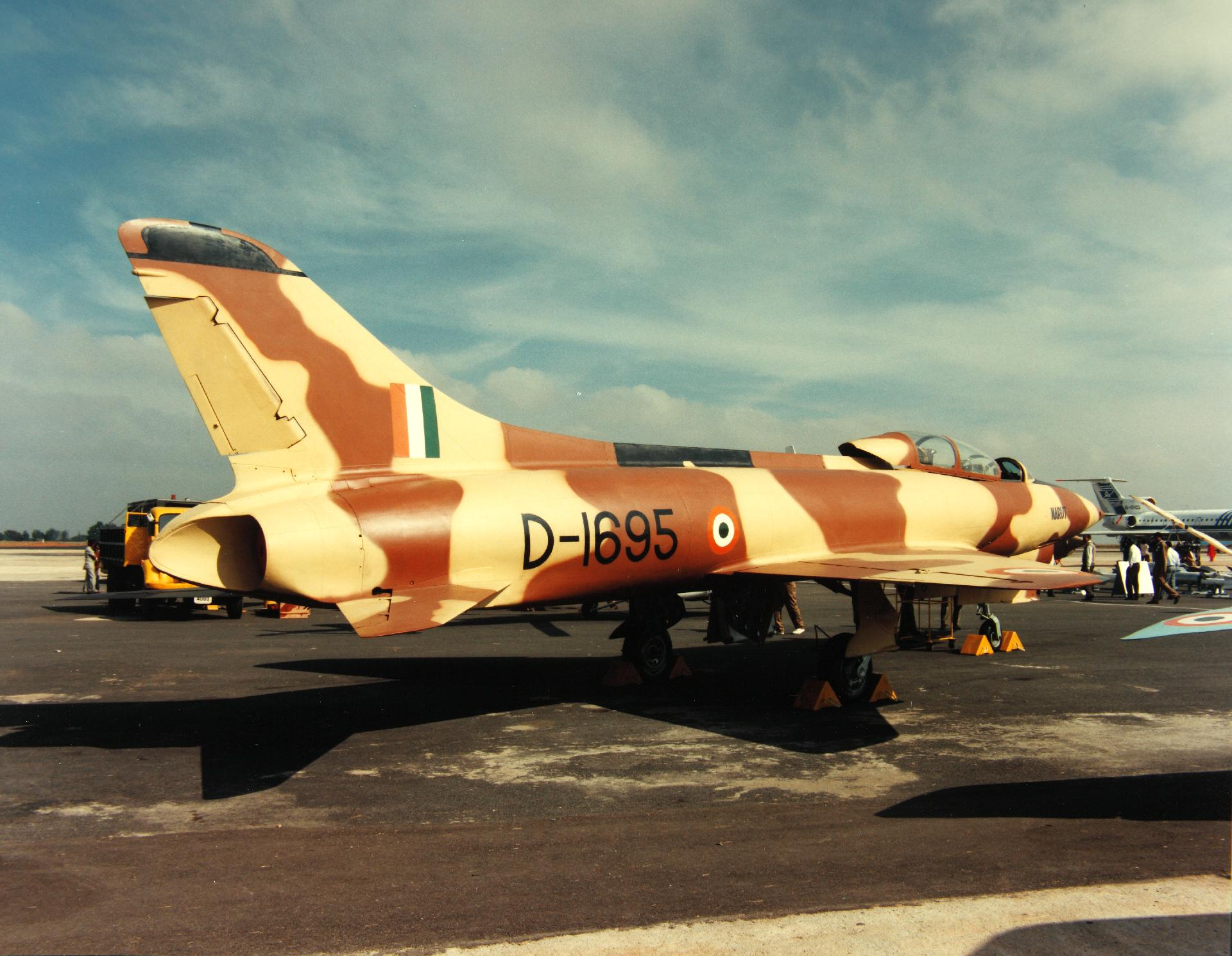
HAL (Hindustan Aeronautics), HAL HF-24 Marut (D-1695)

První předsériový HF-24 Marut Mk.I (BD828), zalétaný v dubnu 1963, byl v květnu slavnostně předán IAF. Sériové stroje opustily výrobní linku až koncem roku 1967.
V indickém letectvu byly Maruty zařazeny ke třem jednotkám. Nejdříve je obdržela 10. letka, která převzala předsériové letouny HF-24 v dubnu 1967, následovaná 220. letkou v Púně, jež přezbrojila na sériové letouny v dubnu 1969 a nakonec byly dodány letce č. 31. Později 10. a 220. letka přezbrojila na dovezené bitevníky MiG-23BN.
Bojově byly HF-24 Marut poprvé nasazeny 4. prosince 1971 během indicko-pákistánské války. Vzlétaly ze základen v rádžasthánské poušti Thár a pomocí raket T-10 popř. pum ničily pákistánské letecké základny a nástupní prostory v Sindhu až do 300 km za linií fronty. Útočily rovněž na pevná opevnění i kolony vozidel palbou čtveřice kanónů Aden Mk.II ráže 30 mm. Žádný HF-24 nebyl zničen pákistánským stíhacím letectvem, naopak 7. prosince 1971 sestřelil Marut pákistánský F-86 Sabre. Vzhledem k silné protivzdušné obraně bylo ovšem sestřeleno několik HF-24 při útocích na pozemní cíle.

## Specifikace

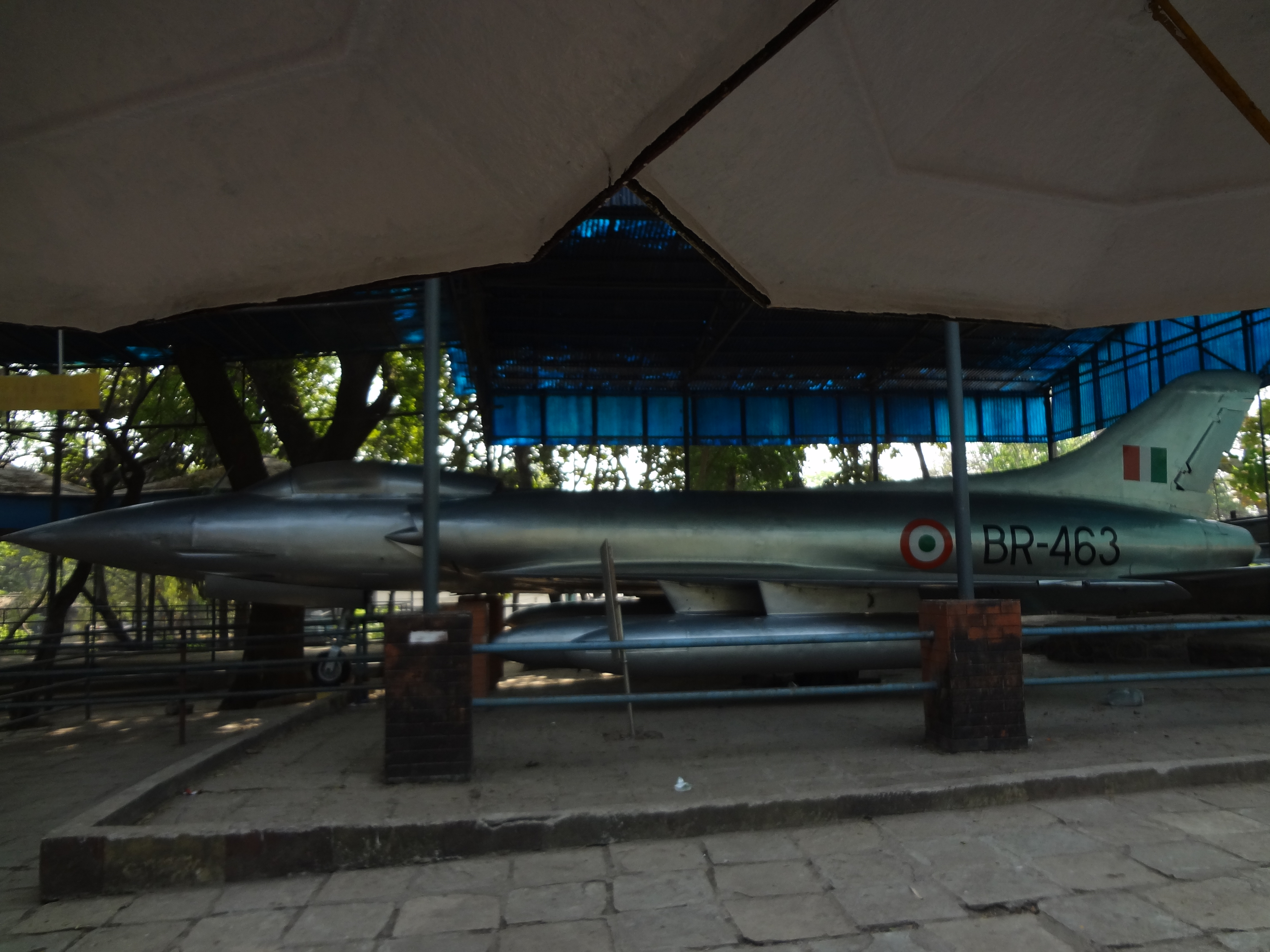
HF-24 v Nehru Science Center

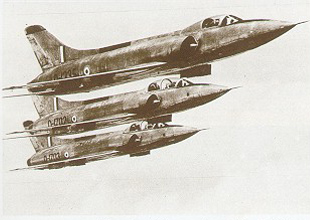
HF-24 Marut

Údaje platí pro verzi Mk.I

### Technické údaje
- Osádka:  1
- Rozpětí: 9 m
- Délka:  15,87 m
- Výška:  3,6 m
- Nosná plocha: 28 m²[2]
- Prázdná hmotnost:  6 195 kg
- Vzletová hmotnost: 8 951 kg
- Maximální vzletová hmotnost: 10 925 kg
- Pohonná jednotka:  2 × proudový motor Rolls-Royce Orpheus 703 (licenční produkce firmy HAL)
- Tah pohonné jednotky: 21,6 kN

### Výkony
- Maximální rychlost: 1 112 km/h (M=0,91) na úrovni mořské hladiny
- Dostup: 13 750 m[2]
- Výstup do výše 12 200 m (20 000 stop): 9 minut a 20 sekund
- Dolet: okolo 1 000 km (bez přídavných nádrží)

### Výzbroj
- 4 × 30mm kanón ADEN Mk.2 se 120 náboji na hlaveň
- výsuvná trupová raketnice Matra s 50 neřízenými raketami SNEB ráže 68 mm
- 4 × 454kg (1 000lb) puma na podkřídelních závěsnících